# Punta de la branca gegant vermella

## Principi

### Fusió d'hidrogen en la seqüència principal

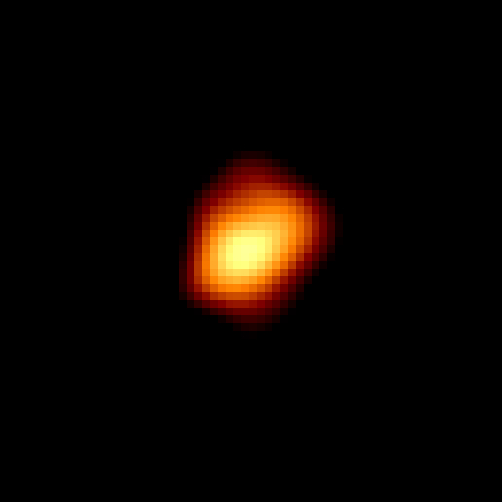
Mira vist pel Telescopi espacial Hubble.

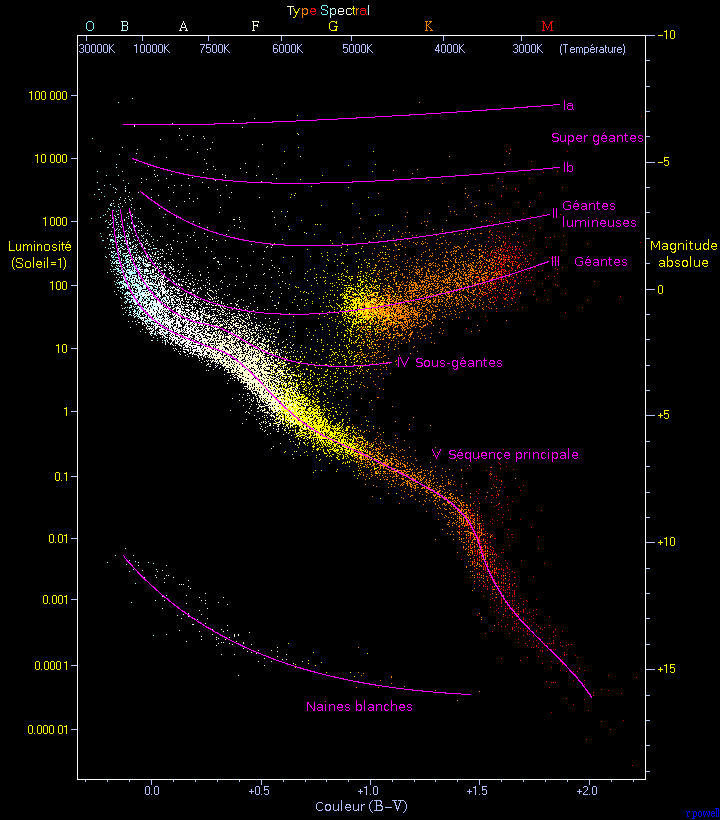
Diagrama de Hertzsprung-Russell.

Durant la vida d'una estrella, l'hidrogen es converteix en heli per fusió nuclear a través de la cadena protó-protó de 4×10⁶ K i més enllà d'1,7×107 K, bàsicament pel cicle carboni-nitrogen-oxigen, que comença 1,5×107 K. Per tant, l'heli s'acumula al cor de l'estrella i la zona de fusió d'hidrogen migra progressivament cap a l'exterior de l'estrella, fent que s'expandeixi i augmenti exponencial de la seva superfície - per tant, augmentant la seva brillantor total - mentre que la seva temperatura superficial disminueix i la superfície es torna taronja i després vermella: l'estrella es converteix en una gegant vermella.
Les estrelles amb una massa superior a 0,5 M☉ eventualment arriben el seu cor en una pressió i temperatura suficients per desencadenar la fusió d'heli en carboni 12 a través del procés triple-alfa i la formació transitòria de beril·li 8, nucleid altament inestable que es desintegra en dues partícules alfa amb un període radioactiu de 6,7×10−17 . Per aquesta raó, és la formació de 12C es converteix en eficaç només per sobre d'un llindar crític per a la posterior fusió d'un nucli 4He i un nucli de 8Be abans que tingui temps per desintegrar-se.

### Flaix de l'heli
La cinètica de la cadena protó-protó és aproximadament proporcional a la pressió i a la quarta potència de la temperatura, mentre que la cinètica del procés triple-alfa és el quadrat de la pressió i de la quarantena potència de la temperatura. Aquest terme a T40 indueix una sensibilitat extrema a la temperatura que condueix a una reacció descontrolada de la reacció triple-alfa per retroacció positiva en les estrelles, on el cor es manté en equilibri hidroestàtic sota l'efecte de la matèria degenerada d'electrons, independent de la temperatura com a resultat del principi d'exclusió de Pauli, i no sota la influència de la pressió de radiació, és a dir, en les estrelles inferior a 1,75 a 2,25 M☉: quan la reacció de triple-alfa comença a aquestes estrelles, al voltant de 108 K, gairebé va dur a terme un volum constant fins que la pressió de la radiació és més gran que la pressió de degeneració i provoca la dilatació del cor, resultant en la refrigeració i la parada del procés triple-alfa; en estrelles més grans, la fusió de l'heli té lloc en una capa d'equilibri hidroestàtic sense la pressió de degeneració és dominant, de manera que una reacció fora de control s'alenteix immediatament per l'expansió, i per tant, el refredament del gas de l'estrella.
La reacció fora de control triple-alfa al cor de les estrelles de mida mitjana se'n diu flaix de l'heli. Aquest és un fenomen extremadament violent i breu, que allibera el poder en segons aproximadament

## Aplicació
La lluminositat infraroja de les estrelles quan canvien de la branca de les gegants vermelles cap a la branca horitzontal és relativament independent de la seva massa i metal·licitat, per la qual cosa és una eina molt útil en el mesurament de distàncies extragalàctiques. En efecte, això vol dir que la magnitud absoluta d'aquestes estrelles en l'infraroig se sap que una bona aproximació, el que permet deduir el mòdul de distància per a la diferència entre la seva magnitud aparent observada i magnitud absoluta teòrica.
La mesura de la magnitud infraroja aparent de les estrelles de la punta de la branca de les gegants vermelles s'apliquen a les estrelles de població II, que es troba en totes les formacions estel·lars, aquesta és una eina particularment útil aplicable tant als cúmuls globulars com a les galàxies de tota classe.